# (3574) Rudaux
(3574) Rudaux (1982 TQ) – planetoida z pasa głównego asteroid okrążająca Słońce w ciągu 3,76 lat w średniej odległości 2,42 j.a. Odkrył ją Edward Bowell 13 października 1982 roku.